# 石鳥谷駅
石鳥谷駅（いしどりやえき）は、岩手県花巻市石鳥谷町大字好地にある、東日本旅客鉄道（JR東日本）東北本線の駅である。

## 歴史
- 1893年（明治26年）2月15日：開業[2][5]。
- 1906年（明治39年）11月1日：日本鉄道が国有化され[5]、官設鉄道の駅となる。
- 1971年（昭和46年）8月15日：貨物の取り扱いを廃止[5]。
- 1985年（昭和60年）3月14日：荷物の扱いを廃止[5]。
- 1987年（昭和62年）4月1日：国鉄分割民営化により、JR東日本の駅となる[5]。
- 2000年（平成12年）4月：駅自由通路（地下道）開設[新聞 1]。
- 2004年（平成16年）10月：業務委託化。石鳥谷駅長（花巻駅助役待遇）を廃止。
- 2023年（令和5年）5月27日：ICカード「Suica」の利用が可能となる[報道 1][報道 2]。
- 2024年（令和6年）
  - 3月15日：みどりの窓口の営業を終了[3][4]。
  - 3月16日：終日無人化[3][4]。
  - 10月1日：えきねっとQチケのサービスを開始[1][報道 3]。

## 駅構造
単式ホーム2面2線を持つ地上駅である。互いのホームは跨線橋で連絡している。木造駅舎を有する。
北上駅管理の無人駅である。無人化される前までは、JR東日本東北総合サービスが委託する業務委託駅で、みどりの窓口と自動券売機が設置されていた。簡易Suica改札機が設けられている。駅舎側と反対側を結ぶ地下道が設置されている。

### のりば
| 番線 | 路線      | 方向 | 行先             |
| ---- | --------- | ---- | ---------------- |
| 1    | ■東北本線 | 上り | 北上・一ノ関方面 |
| 2    | ■東北本線 | 下り | 日詰・盛岡方面   |

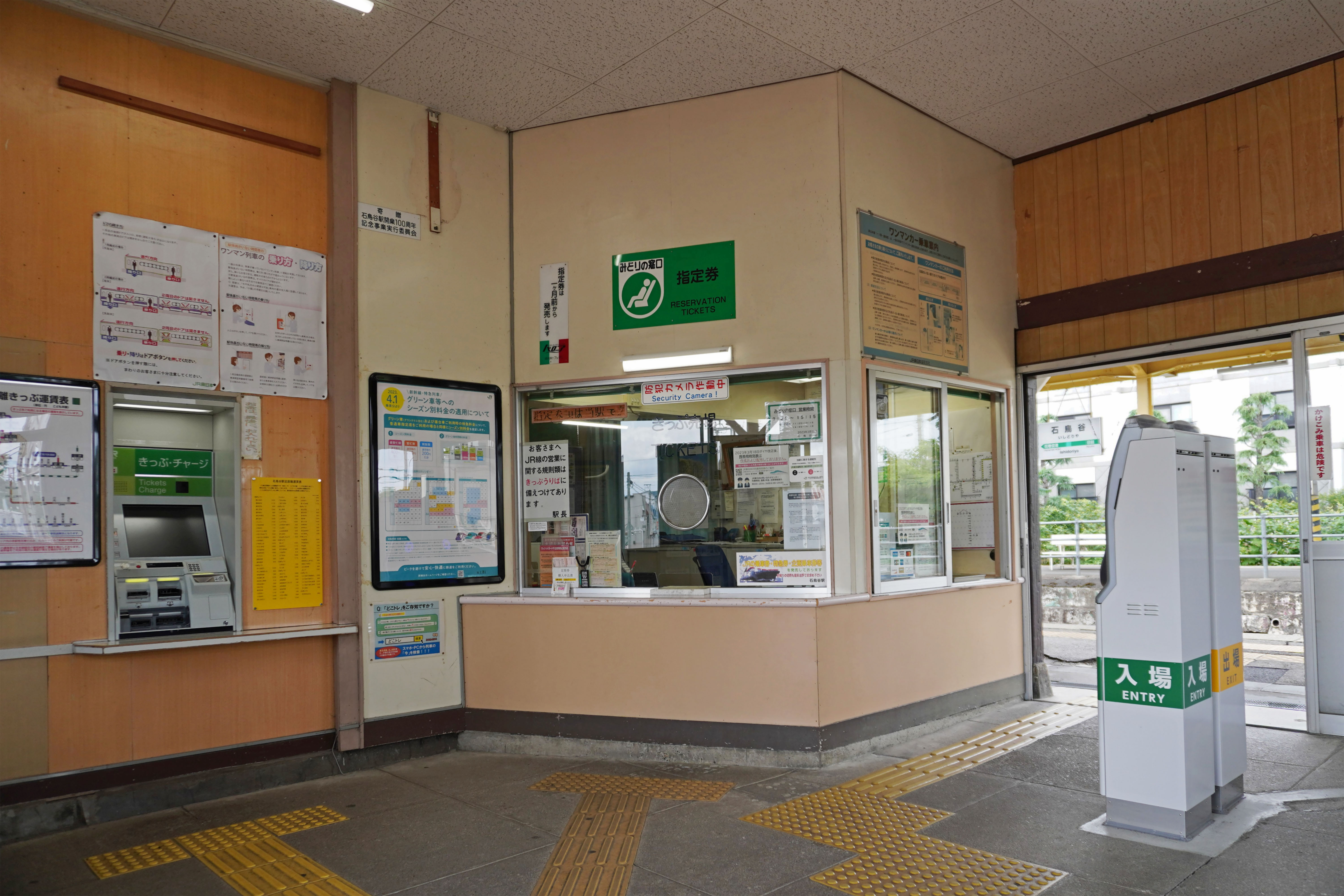
改札口と切符売り場（2023年6月）
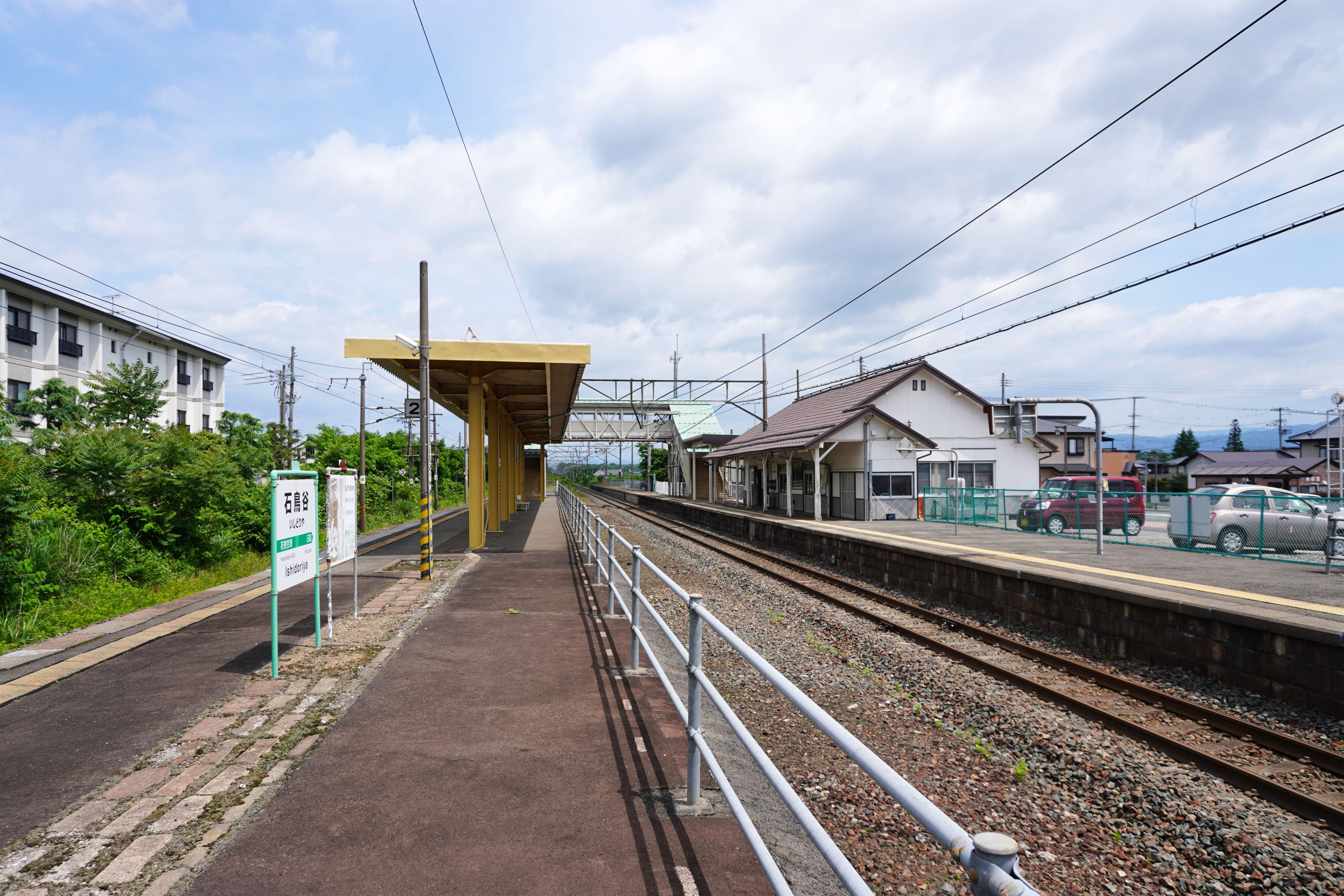
ホーム（2023年6月）

## 利用状況
JR東日本によると、2000年度（平成12年度）- 2022年度（令和4年度）の1日平均乗車人員の推移は以下のとおりであった。
| 1日平均乗車人員推移 | 1日平均乗車人員推移 | 1日平均乗車人員推移 | 1日平均乗車人員推移 | 1日平均乗車人員推移 |
| 年度                | 定期外              | 定期                | 合計                | 出典                |
| ------------------- | ------------------- | ------------------- | ------------------- | ------------------- |
| 2000年（平成12年）  |                     |                     | 1,209               | [ 利用客数 1 ]      |
| 2001年（平成13年）  |                     |                     | 1,202               | [ 利用客数 2 ]      |
| 2002年（平成14年）  |                     |                     | 1,150               | [ 利用客数 3 ]      |
| 2003年（平成15年）  |                     |                     | 1,124               | [ 利用客数 4 ]      |
| 2004年（平成16年）  |                     |                     | 1,115               | [ 利用客数 5 ]      |
| 2005年（平成17年）  |                     |                     | 1,142               | [ 利用客数 6 ]      |
| 2006年（平成18年）  |                     |                     | 1,189               | [ 利用客数 7 ]      |
| 2007年（平成19年）  |                     |                     | 1,162               | [ 利用客数 8 ]      |
| 2008年（平成20年）  |                     |                     | 1,161               | [ 利用客数 9 ]      |
| 2009年（平成21年）  |                     |                     | 1,158               | [ 利用客数 10 ]     |
| 2010年（平成22年）  |                     |                     | 1,197               | [ 利用客数 11 ]     |
| 2011年（平成23年）  |                     |                     | 1,148               | [ 利用客数 12 ]     |
| 2012年（平成24年）  | 225                 | 943                 | 1,168               | [ 利用客数 13 ]     |
| 2013年（平成25年）  | 222                 | 976                 | 1,199               | [ 利用客数 14 ]     |
| 2014年（平成26年）  | 213                 | 908                 | 1,122               | [ 利用客数 15 ]     |
| 2015年（平成27年）  | 207                 | 925                 | 1,132               | [ 利用客数 16 ]     |
| 2016年（平成28年）  | 206                 | 924                 | 1,130               | [ 利用客数 17 ]     |
| 2017年（平成29年）  | 199                 | 875                 | 1,074               | [ 利用客数 18 ]     |
| 2018年（平成30年）  | 199                 | 883                 | 1,083               | [ 利用客数 19 ]     |
| 2019年（令和元年）  | 195                 | 855                 | 1,050               | [ 利用客数 20 ]     |
| 2020年（令和02年）  | 118                 | 819                 | 937                 | [ 利用客数 21 ]     |
| 2021年（令和03年）  | 112                 | 755                 | 868                 | [ 利用客数 22 ]     |
| 2022年（令和04年）  | 127                 | 745                 | 873                 | [ 利用客数 23 ]     |

## 駅周辺
周辺は旧・石鳥谷町の中心地である。
- 石鳥谷ニュータウン
- 岩手県立花北青雲高等学校
- 花巻市役所石鳥谷総合支所
- 石鳥谷郵便局
- 花巻市立石鳥谷小学校
- ビオトープ芽吹き屋
- 道の駅石鳥谷
  - 南部杜氏伝承館[2]
- 岩手県道117号石鳥谷停車場線（東口）
  - 岩手県道265号中寺林犬淵線
  - 岩手県道109号石鳥谷花巻温泉線
- 国道4号（西口）

## バス路線
- 岩手県交通

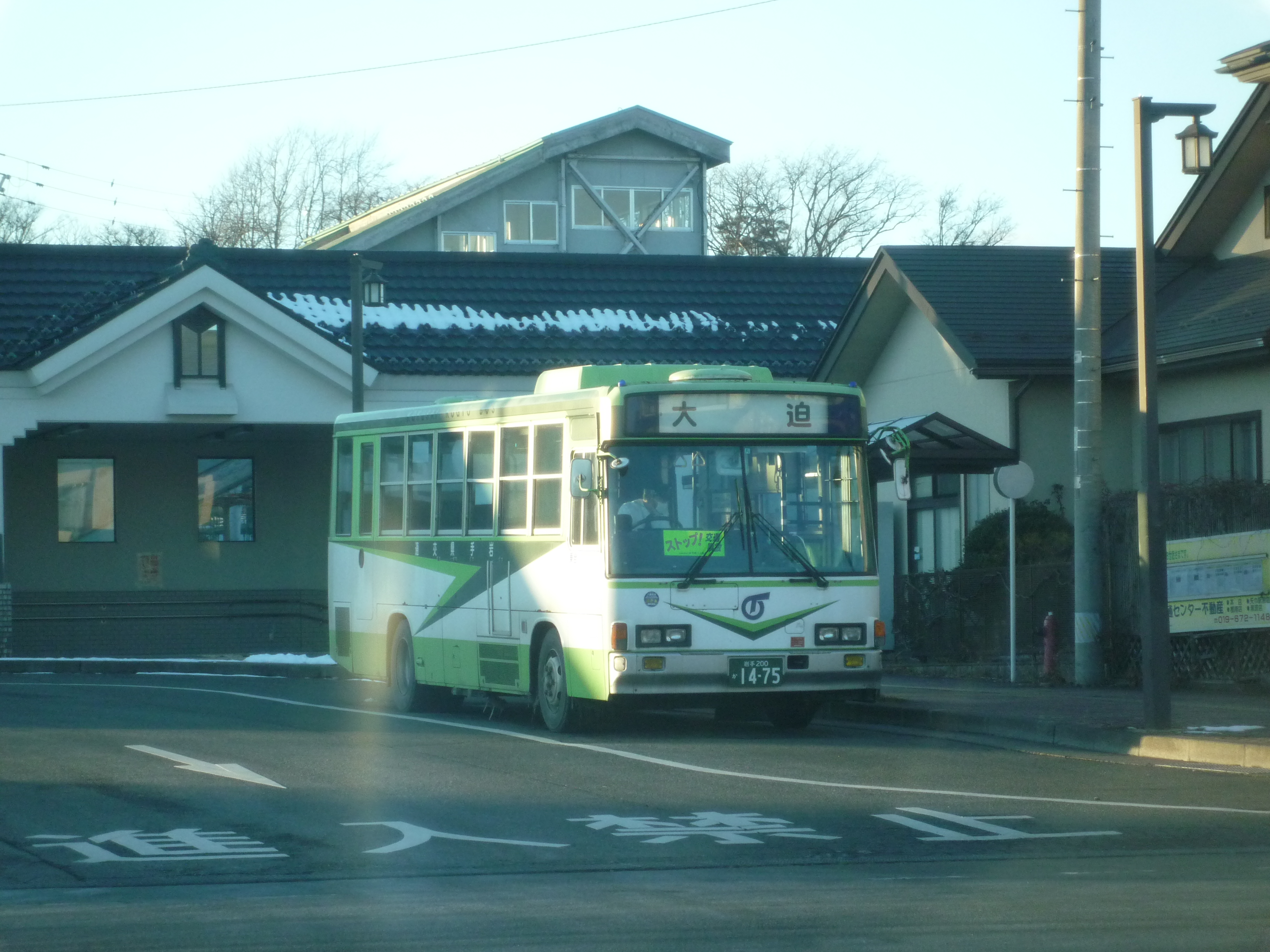
駅構内で発車を待つ「大迫 - 石鳥谷線」

  - 大迫 - 石鳥谷線（宝陽病院・羽黒堂・亀ヶ森・大迫バスターミナル方面）
  - 岩手県道265号中寺林犬淵線上の「石鳥谷駅口」バス停まで徒歩5分。このバス停から花巻駅前・北上駅前方面の路線バスが運行されている。
- 岩手医科大学附属病院利用者用バス（平日および第1・4土曜日のみ運行[8]）

## 隣の駅
東日本旅客鉄道（JR東日本）
■東北本線
□快速「はまゆり」（53・54号のみ停車）・■普通
花巻空港駅 - 石鳥谷駅 - 日詰駅

### 記事本文

#### 報道発表資料
1. ↑  「2023年5月27日（土）北東北3エリアでSuicaがデビューします! (PDF)」（プレスリリース）、東日本旅客鉄道盛岡支社／東日本旅客鉄道秋田支社、2022年12月12日。2022年12月12日閲覧。
2. ↑  「北東北3県におけるSuicaご利用エリアの拡大について ～2023年春以降、青森・岩手・秋田の各エリアでSuicaをご利用いただけるようになります～ (PDF)」（プレスリリース）、東日本旅客鉄道、2021年4月6日。2021年4月6日閲覧。
3. ↑  「Suicaエリア外もチケットレスで! 東北エリアから「えきねっとQチケ」がはじまります (PDF)」（プレスリリース）、東日本旅客鉄道、2024年7月11日。2024年8月1日閲覧。

#### 新聞記事
1. 1 2  「石鳥谷駅 東西直結の地下道が完成 高齢者用階段も整備」『岩手日報』岩手日報社、1999年4月11日、20面。

### 利用状況
1. ↑  「JR東日本：各駅の乗車人員（2000年度）」東日本旅客鉄道。2025年7月14日閲覧。
2. ↑  「JR東日本：各駅の乗車人員（2001年度）」東日本旅客鉄道。2025年7月14日閲覧。
3. ↑  「JR東日本：各駅の乗車人員（2002年度）」東日本旅客鉄道。2025年7月14日閲覧。
4. ↑  「JR東日本：各駅の乗車人員（2003年度）」東日本旅客鉄道。2025年7月14日閲覧。
5. ↑  「JR東日本：各駅の乗車人員（2004年度）」東日本旅客鉄道。2025年7月14日閲覧。
6. ↑  「JR東日本：各駅の乗車人員（2005年度）」東日本旅客鉄道。2025年7月14日閲覧。
7. ↑  「JR東日本：各駅の乗車人員（2006年度）」東日本旅客鉄道。2025年7月14日閲覧。
8. ↑  「JR東日本：各駅の乗車人員（2007年度）」東日本旅客鉄道。2025年7月14日閲覧。
9. ↑  「JR東日本：各駅の乗車人員（2008年度）」東日本旅客鉄道。2025年7月14日閲覧。
10. ↑  「JR東日本：各駅の乗車人員（2009年度）」東日本旅客鉄道。2025年7月14日閲覧。
11. ↑  「JR東日本：各駅の乗車人員（2010年度）」東日本旅客鉄道。2025年7月14日閲覧。
12. ↑  「JR東日本：各駅の乗車人員（2011年度）」東日本旅客鉄道。2025年7月14日閲覧。
13. ↑  「JR東日本：各駅の乗車人員（2012年度）」東日本旅客鉄道。2025年7月14日閲覧。
14. ↑  「各駅の乗車人員 2013年度 ベスト100以外（5）：JR東日本」東日本旅客鉄道。2025年7月14日閲覧。
15. ↑  「各駅の乗車人員 2014年度 ベスト100以外（5）：JR東日本」東日本旅客鉄道。2025年7月14日閲覧。
16. ↑  「各駅の乗車人員 2015年度 ベスト100以外（5）：JR東日本」東日本旅客鉄道。2025年7月14日閲覧。
17. ↑  「各駅の乗車人員 2016年度 ベスト100以外（5）：JR東日本」東日本旅客鉄道。2025年7月14日閲覧。
18. ↑  「各駅の乗車人員 2017年度 ベスト100以外（5）：JR東日本」東日本旅客鉄道。2025年7月14日閲覧。
19. ↑  「各駅の乗車人員 2018年度 ベスト100以外（5）：JR東日本」東日本旅客鉄道。2025年7月14日閲覧。
20. ↑  「各駅の乗車人員 2019年度 ベスト100以外（5）：JR東日本」東日本旅客鉄道。2025年7月14日閲覧。
21. ↑  「各駅の乗車人員 2020年度 101位以下（5）| 企業サイト：JR東日本」東日本旅客鉄道。2025年7月14日閲覧。
22. ↑  「各駅の乗車人員 2021年度 101位以下（5）| 企業サイト：JR東日本」東日本旅客鉄道。2025年7月14日閲覧。
23. ↑  「各駅の乗車人員 2022年度 101位以下（6）| 企業サイト：JR東日本」東日本旅客鉄道。2025年7月14日閲覧。